# Laabs GmbH
Die Laabs GmbH, ist ein deutsches mittleres Familienunternehmen für Kunststoffrecycling mit Sitz im niedersächsischen Holzminden. Bekannt wurde das Unternehmen durch seine in Deutschland drittgrößte Serienmöbelproduktion im früheren Gollnow und den weltweit bekannten Marken WILAGO und WLG. Geschäftsführer sind Herbert Laabs (* 1934) und seit 2011 Marcus Laabs (* 1968).

## Geschichte

### Gollnow
Gegründet wurde das Möbelunternehmen am 2. August 1913 in Gollnow (heute: Goleniów) im Landkreis Naugard durch den Tischler Willi Laabs (* 1888; † 13. Juni 1945). Die Nachfrage stieg und Laabs erwarb in der Nähe des Bahnhofes von Gollnow für 32.000 Reichsmark ein Grundstück und begann mit dem Bau des ersten Fabrikgebäudes. Es etablierten sich die Markennamen WILAGO (Willi Laabs Gollnow) und WLG. 1924 wurde für 200.000 Reichsmark ein großer Gebäudekomplex hinzugekauft und das Werk erhielt einen Gleisanschluss. Aus dem Handwerksbetrieb war ein Industrieunternehmen geworden. Von 1925 bis 1928 wurden weitere Maschinen angeschafft und Laabs führte als erster in Deutschland die Fließbandproduktion in der Möbelfertigung ein. 1930 wurden auch kleinere Möbel mit ins Programm aufgenommen, besonders Schreibtische und Herrenzimmer aus Massivholz sowie Bücherschränke, Tische und Speisezimmer in solider, schwerer Ausführung. Ein massiver Schreibtisch mit Verzierungen kostete damals rund 80 Reichsmark. 1931 bot WILAGO auch Möbel in Eiche, Mahagoni und im damals neuen und modernen Farbton kaukasisch-nußbaum-poliert an. In der Philosophie des Unternehmers plante dieser alles aus einer Hand zu produzieren vom Baumstamm bis zum fertigen Produkt. So erwarb Laabs 1927 von der Familie von Flügge ein riesiges Rittergut in Jacobsdorf mit 2.000 ha Ackerland und 2.000 ha Wald. Hinzu kam ein Sägewerk, ein Sperrholzwerk und ein Furnierwerk und das Unternehmen umfasste 1932 eine Fläche von 60.000 m². Durch Beteiligung als Aussteller auf der Leipziger Möbelmesse gewann WILAGO auch internationale Kunden und machte die bereits in Deutschland verbreitete Marke auch im Ausland bekannt. 1933 wurden 400 Mitarbeiter beschäftigt und das Unternehmen erzielte einen Umsatz von rund 3 Millionen Reichsmark. Im Zweiten Weltkrieg wurde ein Teil des Betriebes von der Wehrmacht beschlagnahmt und unter dem Tarnnamen Montagewerk Meißen zur Endmontage des Marschflugkörpers Fieseler Fi 103R (auch bekannt als V1) mit Schwerpunkt Reichenbergbombe (als geplante bemannte Version) für das Kampfgeschwader 200 ausgebaut. WILAGO beschäftigte bis Kriegsende rund 1.000 Menschen auf einer Fläche von 197.000 m² und produzierte auch fertig eingerichteten Behelfsheime für das Deutsche Wohnungshilfswerk. Im Frühjahr 1945 wurde durch die Rote Armee auch Gollnow erobert und in der Folgezeit durch Festlegung der deutsch-polnischen Grenze entlang der Oder-Neiße-Linie geteilt. Polen übernahm 1945 die Verwaltung und die deutsche Bevölkerung wurde aus ihrer Heimat vertrieben. Auf der Flucht über Misdroy auf die Insel Wollin (heute: Wolin) und nach der sowjetischen Eroberung am 6. Mai 1945 starb der Firmengründer Willi Laabs am 13. Juni 1945 und wurde anonym in Misdroy (heute: Międzyzdroje) begraben. Ein Jahr nach Kriegsende wurde seine Witwe Paula Laabs im Juni 1946 aus der Heimat vertrieben und floh mit ihren sieben Kindern in den Westen. Über viele Umwege gelangte die Familie im Herbst 1949 ins südniedersächsische Holzminden.
Das verlassene Möbelunternehmen wurde beschlagnahmt und die Maschinen demontiert und in die Sowjetunion gebracht. Erst 1963 begannen die Polen an dem alten Standort der WILAGO mit der Möbelproduktion im Kombinat Lapsa. Das Kombinat wurde später in GFM (Goleniowski Fabryki Mebli) umbenannt. Anfang der 1990er Jahre wurde Laabs die Übernahme der GFM angeboten, die aber ablehnte. 1997 erfolgte die Übernahme durch die Steinhoff International Holdings. 2006 übernahm das Unternehmen Optical Disc Service (ODS) aus Dassow die früheren Produktionsstätten der WILAGO und baute diese zur Produktion von DVDs aus. ODS geriet 2007 aber in Konkurs und 2008 erfolgte die Übernahme durch die spanische Ibermediagroup (Iberdisc).

### Holzminden
1954 begann in Holzminden der Neuanfang von WILAGO und das Unternehmen wurde von den beiden ältesten Söhnen, Bernd Laabs und Herbert Laabs, neu gegründet. In der Anfangszeit wurden zunächst Matratzen geknüpft und teilweise auch wieder im kleinen Umfang Möbelstücke (Blumenhocker oder Teewagen) produziert. Ende der 1960er Jahre beschäftigte das Unternehmen rund 100 Mitarbeiter. In 1972 kam als neues Standbein des Unternehmens das Kunststoffrecycling mit dem Schwerpunkt Polyvinylchlorid (PVC) und ABS-Kunststoff dazu. 1995 wurde die Bernd Laabs KG in die heutige Laabs GmbH umfirmiert.
Die Laabs GmbH erzielte 2012 mit rund 30 Mitarbeitern einen Umsatz von 4 Millionen Euro und verarbeitet jährlich rund 8.000 Tonnen PVC.

### Markennamen
Die historischen Markennamen Wilago und WLG (zuletzt 2000 als Wort-Bildmarke beim Deutschen Patent- und Markenamt (DPMA) für Waren und Dienstleistungen der Klasse(n) 20 zur Registrierung angemeldet), erreichten 2010 ihr Schutzendedatum.

### Trivia
Dem Firmengründer Willi Laabs gehörten Ende der 1930er Jahre vier Maybach-Luxusautomobile, darunter ein 1931 erworbener Maybach Zeppelin DS 7 in einer sechssitziges Spezialcabrioausführung, zwei Maybach SW 38, ein Maybach SW 35, zwei Horch-Automobile und ein Stoewer Gigant Typ G 15. Der DS 7 wurde Ende der 1940er Jahre von dem Karosseriebauunternehmen Hermann Spohn in Ravensburg zur Limousine umgebaut und nach dem Zweiten Weltkrieg von den Franzosen beschlagnahmt. Ein Maybach von Willi Laabs beschlagnahmte die Wehrmacht und diente später als Paradewagen des Feldmarschalls Erwin Rommel auf dem Balkan und wurde später in Belgrad zerstört. Ein dem Maybach DS 7 zur Standardausrüstung gehörender lederumspannter Holzkoffer wurde bei Kriegsende neben anderen lebenswichtigen Dingen auch mit 6.000 Ampullen zur Bekämpfung von Typhus von der Familie Laabs mitgenommen. Bei Ausbruch von Typhus auf der Insel Wolin und mit den Ampullen konnte die Familie und weitere Menschen überleben. Ein Dr. Pelling verhinderte durch die Verabreichung des Serums eine Epidemie und schleuste den Maybach-Koffer später durch die sowjetischen Kontrollen und übergab das Erinnerungsstück der Familie später in Holzminden. Mercedes präsentierte den Koffer und dessen Geschichte nebst zahlreichen Unterlagen auf dem Genfer Autosalon in 2002 zur Renaissance der Maybach-Marke.